# Sidlången
Sidlången är en sjö i Emmaboda kommun och Karlskrona kommun i Blekinge och ingår i Nättrabyåns huvudavrinningsområde. Sjön är 15,5 meter djup, har en yta på 1,07 kvadratkilometer och befinner sig 104,2 meter över havet. Vid provfiske har bland annat abborre, braxen, gädda och gös fångats i sjön.

## Öar
Sidlången har ungefär 6 öar, varav de flesta ligger i stora delen av sjön.

## Omgivning
Sjön ligger både i Emmaboda kommun och Karlskrona kommun, varav den östmellersta delen ligger i Karlskrona kommun och resten ligger i Emmaboda kommun.

## Delavrinningsområde
Sidlången ingår i delavrinningsområde (626498-148118) som SMHI kallar för Utloppet av Sidlången. Medelhöjden är 119 meter över havet och ytan är 14,43 kvadratkilometer. Det finns inga avrinningsområden uppströms utan avrinningsområdet är högsta punkten. Vattendraget som avvattnar avrinningsområdet har biflödesordning 3, vilket innebär att vattnet flödar genom totalt 3 vattendrag innan det når havet efter 44 kilometer. Avrinningsområdet består mestadels av skog (72 %). Avrinningsområdet har 1,48 kvadratkilometer vattenytor vilket ger det en sjöprocent på 10,2 %.

## Fisk
Vid provfiske har följande fisk fångats i sjön:
- Abborre
- Braxen
- Gädda
- Gös
- Mört
- Sarv
- Sutare